# Charles A. Talcott
Charles Andrew Talcott, född 10 juni 1857 i Oswego, New York, död 27 februari 1920 i Utica, New York, var en amerikansk politiker (demokrat). Han var ledamot av USA:s representanthus 1911–1915.
Talcott är begravd på Forest Hill Cemetery i Utica.